# Sonate pour basson et violoncelle
La Sonate pour basson et violoncelle en si bémol majeur, K. 292/196c, est une sonate composée par Wolfgang Amadeus Mozart.

## Présentation
La Sonate pour basson et violoncelle, dont le manuscrit est perdu, est une sonate possiblement composée à Munich entre septembre 1774 et février 1775, où Mozart dirige son opéra La finta giardiniera et rencontre le baron Thaddeus Von Dürnitz, amateur de basson à qui le compositeur dédie une Sonate pour piano,.
La pièce est destinée à un basson accompagné d'un violoncelle, en si bémol majeur, la tonalité du Concerto pour basson K. 191, de juin 1774,.
L'inspiration de l’œuvre est proche des Sonates pour piano du compositeur dites « galantes » (K. 279 à 284).
La partition, qui porte dans le catalogue Köchel le numéro K. 292/196c, est publiée pour la première fois par Breitkopf & Härtel à Leipzig en 1805.

## Structure
La Sonate pour basson et violoncelle comprend trois mouvements,, :
1. Allegro, à quatre temps, noté , mouvement « élégant, [qui] aligne quelques petits motifs très différenciés »[4] ;
2. Andante, en fa majeur, à 
, bref, en « deux parties séparées par un très court développement »[4] ;
3. Rondo, allegro à 
, rondo « sur un refrain très rythmé, [qui] est suivi d'un couplet en fa, et, après la reprise, d'un couplet plus mélancolique en mineur, où la basse en doubles croches s'anime »[4]. Ce dernier mouvement est « inspiré, à la mélodie plus chatoyante et à la coupe originale : la conclusion consiste en des variations sur le thème du Rondo ».

La durée moyenne d'exécution de l’œuvre est de douze minutes environ.

## Discographie sélective
- par Alexander Heller (basson) et Yo-Yo Ma (violoncelle), Sony, 1990[6].